# Tumaco
Tumaco, oder vollständig San Andrés de Tumaco, ist eine kolumbianische Hafenstadt und Gemeinde (municipio) im Departamento Nariño.

## Geografie
Tumaco liegt in der Provinz Tumaco-Barbacoas, eines der 64 Gebiete im Departement Nariño am Pazifik auf der Höhe zwischen 1 m ü. NN und 400 m ü. NN. Sie liegt am südwestlichen Ende der pazifischen Küstenebene Kolumbiens, nahe der Grenze zu Ecuador, 304 Kilometer von der Hauptstadt des Departements San Juan de Pasto entfernt. Die durchschnittliche Jahrestemperatur liegt bei 26,2° C und die durchschnittliche Niederschlagsmenge bei 2.843 mm/Jahr. Die relative Luftfeuchtigkeit schwankt zwischen 80 und 95 %.  Da das Land überwiegend flach ist, ist der Grundwasserspiegel in einem großen Teil des Gebiets hoch und die Böden fast immer gesättigt. Die Gesamtfläche der Gemeinde Tumaco beträgt  3.778 Quadratkilometer und ist damit die zweitgrößte Gemeinde des Landes (11,4 % der Gesamtfläche des Departements Nariño), wovon 3.740 Quadratkilometer auf das ländliche Gebiet und etwa 38 Kilometer auf das Stadtgebiet entfallen. Das Stadtgebiet besteht aus drei Inseln: El Morro, La Viciosa und Tumaco, die in fünf Gemeinden und 82 Stadtteile unterteilt sind. Das ländliche Gebiet ist in fünf Zonen unterteilt: die Zona de carretera, die Hochgebirgszone, die Zone des Río Mira Mataje, die Flusszone der Ensenada de Tumaco und die Küstenzone, zu der dreizehn Corregimientos (nicht kollektive Gebiete), fünfzehn Consejos Comunitarios und sechzehn indigene Reservate gehören. Insgesamt gibt es 365 ländliche Bevölkerungszentren. Die Gemeinde grenzt im Norden an Francisco Pizarro und Mosquera, im Süden an die Provinz Esmeraldas in Ecuador, im Osten an Barbacoas und Roberto Payán und im Westen an den Pazifik.

## Bevölkerung
Im Jahre 2023 hatte San Andrés de Tumaco 265.599 Einwohner: 135.117 Frauen (50,9 %) und 130.482 Männer (49,1 %). San Andrés de Tumaco ist die zweitbevölkerungsreichste Gemeinde im Departement Nariño und stellt 15,6 % der Gesamtbevölkerung des Departements. Im Jahr 2023 hatte San Andrés de Tumaco 60.709 Kinder unter 12 Jahren: 29.958 Mädchen (49,2 %) und 30.921 Jungen (50,8 %), sie machten 22,9 % der Gesamtbevölkerung aus. 11,0 % (29.267, davon 14.858, 50,8 %, männlich) der Gesamtbevölkerung von San Andrés de Tumaco sind jugendliche Personen zwischen 12 und 17 Jahre. 56,4 % (149.797) leben in der Gemeindehauptstadt und 43,6 % (115.801) im ländlichen Raum.  Die Bevölkerungsdichte beträgt 70,3 Einwohner/km². Die Bevölkerungswachstumsrate beträgt 2,15 pro Jahr. Die ethnische Zusammensetzung der Gemeinde verteilt sich wie folgt: Afro-Nachkommen 95 %, Indigene 3 % und Mestizen 2 %.

## Geschichte

### Gründung
Über die Gründung von Tumaco gibt es mehrere Versionen. Eine Version besagt, dass die Spanier den Ort 1610 unter dem Namen San Andrés de Tumaco über der bereits bestehenden indigenen Siedlung gründeten, als Pater Onofre Esteban 1598 seine Missionsarbeit an der Pazifikküste vorantrieb, die 1613 ihren Höhepunkt erreichte. José María Garrido, Anthropologe und katholischer Priester, schätzt, dass die Gründung von Tumaco am 30. November 1640 durch Francisco Ruggi erfolgte; dieses Datum gilt als offizielles Datum und wird zu Gedenkzwecken geehrt. Der erste Bürgermeister von Tumaco war Don Juan de Molinas. 1861 wurde Tumaco von Präsident Tomás Cipriano de Mosquera zur Stadt ernannt. Der Colón-Park wurde 1903 unter Verwendung von Zement, Piangua-Muscheln und Austernschalen unter dem Kommando von Oberst Pío Quiñones errichtet, zwei Jahre später (1905) entstand der Der Nariño-Park unter der Leitung von Donaldo Velazco, im gleichen Jahr wurde das Departement Tumaco gegründet, das nur bis 1908 bestand.

### Erdbeben und Tsunami vom 31.Januar 1906 – Das „Wunder von Tumaco“
Am 31. Januar 1906, um 10:00 Uhr, wurde Tumaco von einem „verheerenden Zitter“ erschüttert. Das Meerwasser zog sich einen Kilometer vom Strand zurück, ein unbestreitbares Zeichen für die Bewohner, dass eine riesige Flutwelle kommen würde. Die panische Bevölkerung floh in die Kirchen und fand nach dem Erdbeben die Bilder der Heiligen auf dem Boden liegen. Die Gläubigen unternahmen daraufhin mit den Heiligenbildern eine Prozession zum Meer. Am Ufer angekommen sahen die Menschen „eine furchterregende Wasserwand von der Größe des Felsens von El Morro“, die mit hoher Geschwindigkeit vorrückte. Der Priester Gerardo Larrondo zog mit der Monstranz ein großes Zeichen des Kreuzes, worauf sich „die Wasserwelle auf bedeutungsvolle Weise abrupt beruhigte und das Wasser nur die Höhe der Taille der Mönche benässte und ohne das Heiligenbild zu berühren“. Daraufhin begannen sich die Wellen allmählich zurückzuziehen. Der Ruf des Paters Larrondo: „Ein Wunder!“ erfüllte die Atmosphäre mit Überraschung und Glauben und hinterließ einen tiefen Stempel auf die Erinnerung an diejenigen, die das Glück hatten, Zeugen eines solchen übernatürlichen Ereignisses zu sein. Von diesem Tag an begannen sich die Menschen jedes Jahr zu versammeln, um dem „göttlichen Wunder“ zu danken.

### Jahre von 1940 bis 1970
Der Flughafen La Florida wurde 1940 gebaut. 1948 erfolgte die Gründung der Hafengesellschaft (Sociedad Portuaria). Die 304 Meter lange Morro-Brücke wurde 1951 unter der Leitung des Ingenieurs Samuel Muñoz und während der Amtszeit von Präsident General Gustavo Rojas Pinilla gebaut. Die Transandino-Pipeline mit einer Länge von 305 km transportiert Öl von Orito im Departement Putumayo zum Pazifikhafen von Tumaco, sie wurde von 1966 bis 1969 mit Durchmessern von 10 Zoll (250 mm) bis 18 Zoll (460 mm) gebaut. Die Pipeline hat eine Kapazität von 190.000 Barrel (30.000 m³) pro Tag und wird von Ecopetrol betrieben. Seit 1970 gibt es den Rundfunksender Radio Mira mit einer Leistung von 1190 kW, er wurde von Miguel Ángel Lecunberri unter der Leitung von Pater Feliz Ezcota gegründet.
Die Tumaqueña María Stella Márquez de Araneta (als Márquez Zawadski am 17. Juni 1937 geboren), wuchs in New York City auf und zog zurück nach Tumaco, wo sie 1958 den Titel der Miss Kolumbien errang und 1960 zur ersten Miss International gekrönt wurde.

### Erdbeben und Tsunami vom 12.Dezember 1979 – Papstbesuch
Am 12. Dezember 1979, um 2:59 Uhr, wurde die Stadt vom bisher schwersten Erdbeben Kolumbiens im 20. Jahrhundert heimgesucht. Das Naturphänomen verursachte einen Tsunami, der die Küsten der Departements Nario und Cauca betraf, insbesondere die Sektoren zwischen Guapi und San Juan de la Costa. Drei Wellen, die drei Meter hoch waren, zogen Menschen, Nutzpflanzen, Tieren mit sich und zerstörten 3.000 Häuser, die aus Holz gebaut waren, weitere 2.000 Häuser wurden beschädigt. Berichten von Hilfsorganisationen zufolge verloren 454 Menschen ihr Leben und mehr als 1.000 wurden verletzt. Die Katastrophe nahm als Erdbeben von Tumaco 1979 seinen Platz in der Geschichte ein. Am Freitag, dem 4. Juli 1986, besuchte Papst Johannes Paul II. Tumaco anlässlich der Tragödie, die sich sieben Monate vorher im Dezember 1979 ereignete. Zu seinen Ehren wurde das Polideportivo San Judas errichtet.

### El Tumacazo
Die Stadt war immer wieder vom bewaffneten Konflikt in Kolumbien betroffen. Einer der letzten größeren lokalen Aufstände war 1988. Von Juni bis August 1988 gab es permanente Stromausfälle, nach 22 Tage ohne Strom und ohne Wasser forderte die Bevölkerung angesichts der Sprachlosigkeit auf Anfragen nach Serviceverbesserungen, verschärft durch die sozioökonomischen Probleme, Korruption, Straflosigkeit, Gewalt, Entführungen, Erpressung,  staatliche Veruntreuung und  Arbeitslosigkeit, die politische Unabhängigkeit von Kolumbien. Einer Versammlung vom 13. September 1988 entsprang der Trennungsgedanke, die notleidende Gemeinde rief: „Tumaco ist auch Kolumbien, Tumaco frei, unabhängiges Tumaco!“ und setzte ein Ultimatum zum 16. September, 14:00 Uhr. Bis zum Abend dieses Tages hatte sich eine Vielzahl von Demonstranten, insbesondere schwarzen Nachkommen von Afrikanern, vor dem Gelände von „Cancha San Judas Carnavales del Fuego“ versammelt. Als die Lage eskalierte, setzte die Armee Tränengas und Schusswaffen ein, in deren Folge Alex Quizez, einer der Rädelsführer, schwer verletzt wurde. „Es war der letzte Auslöser, der in kollektiver Hysterie explodierte ... der wütende Mob griff alles an“. Bis zum Rückzug der Sicherheitskräfte in die Kasernen wurden 53 Verletzten und 100 Festgenommene gezählt. Die Lage hatte sich erst 1993 unter der Präsidentschaft von César Gaviria mit dem Ausbau der Stromversorgung, des Fischereihafen von Tumaco und der Straße nach Pasto verbessert.
Am 26. August 2009 ermordeten Unbekannte zwölf Ureinwohner vom Volk der Awá, darunter vier Kinder.
Am 1. Februar 2012 explodierte vor einem Polizeirevier eine Motorradbombe, tötete sieben Menschen und verletzte mindestens 65. Polizeigeneral Rodolfo Palomino bezeichnete die FARC als Urheber des Anschlags.

### Arco del Morro de Tumaco
In den Morgenstunden des 12. November 2022 brach der „Morro-Bogen von Tumaco“ zusammen. Die Naturbrücke im Nordosten der historisch bedeutenden Insel Morro bildete mit Punta Cascajal in der Gemeinde Pizarro den Eingang zur Bucht von Tumaco. Er war ein heraldisches Wahrzeichen der Stadt und diente zur Inspiration für Dichter und Sänger.

## Wirtschaft
Die wichtigsten Wirtschaftszweige von Tumaco sind Landwirtschaft (insbesondere Ölpalme, Kakao und Kokosnüsse), Fischerei, Holzwirtschaft und Tourismus. Tumaco hat zudem den wichtigsten pazifischen Erdölhafen Kolumbiens, von dem vor allem ecuadorianisches Erdöl exportiert wird.

### Fischereiwirtschaft
Die Fischereiproduktion im Departement Nariño findet hauptsächlich in der Gemeinde Tumaco statt, die eine Nutzung von natürlichen Ressourcen durch ein großes fischbares Potenzial in den ozeanischen Gewässern keine hochentwickelte Verfahren erforderlich macht. Sie liefert nicht nur Nahrung, sondern ist auch eine Einkommensquelle für viele Menschen. Im Einflussbereich des Hafens von Tumaco wird der jährliche Fang von mehr als 5.000 Tonnen Thunfische, Marlin, Billfish, Pargo, Seehechte und anderen Arten gemeldet. Tumaco ist eine der Gemeinden mit der größten Garnelenproduktion im Departement Nariño, 2019 wurden in fünfzehn Garnelenfarmen auf 471,5 Hektar Aquakulturen eine Produktion von 860 Tonnen Garnelen pro Jahr gemeldet. Das Unternehmen Ecomar für die Vermarktung von 95 % der in Tumaco produzierten Garnelen zuständig. Die Garnelen werden nahezu ausschließlich an andere Städte des Landes, wie z. B. Bogotá, verkauft, es gibt keinen Export. Seit Mitte der 1990er Jahre wurde die Garnelenzucht in Tumaco von verschiedenen Krankheiten heimgesucht, unter anderem vom Taurasyndrom  und dem Weißfleckensyndrom-Virus. Das hatte zu drastischen Produktionseinbrüchen geführt, die mit billigeren und qualitativ besseren Betriebsmitteln ecuadorianischen Ursprungs wieder gesteigert werden konnten. Im Durchschnitt kostet ein Kilo Garnelen, die in der Verarbeitungsanlage in Tumaco mit einem Aufwand in Höhe von 1,31 US-$/kg verarbeitet werden, auf dem Markt in Ecuador 4,53 US-$/kg und in den Supermärkten von Bogotá 50,00 US-$/kg.

### Tourismus
Die Tourismuswirtschaft und damit verbundene Aktivitäten (Gastronomie, Kultur, Musik, Kunsthandwerk, Folklore usw.) sind ein bedeutender Wirtschaftsfaktor im Departement Nariño, sie sichern und schaffen Arbeitsplätze und sorgen für zusätzliche Investitionen. Der architektonische Reichtum, Kultur und Landschaft sowie die große Vielfalt an Klimazonen von tropischen Stränden, Dschungeln, warmen, gemäßigten Tälern und Moore an einem Ort wird von kolumbianischen und ausländischen Touristen geschätzt. Seit 2010 hat der Tourismus in Tumaco, gemeinhin „Die Perle des Pazifiks“ bezeichnet, trotz großer Schwierigkeiten wegen der marginal entwickelten öffentlichen Ordnung, eine bedeutende touristische Entwicklung erlebt. Dazu trugen unterschiedliche Investitionsvorhaben des Privatsektor durch eine Stärkung des Hotelangebots und der Diversifizierung seiner Tourismuswirtschaft bei, um das Interesse von Touristen aus anderen Teilen des Landes und der gesamten Welt für Fauna und Flora durch Wal-, Vogel-, Amphibien- und Reptilienbeobachtungen, sowie Touren durch die Mangroven und an den Flüssen zu gewinnen. Zum Agrotourismus zählen Programme zu Besuchen von Kakao-, Kokosnuss-, Ölpalmen-Plantagen, Garnelen-, Mangroven-Routen und Angelangebote. Der Kulturtourismus wird von religiösen und kulturellen Feste, wie dem Currulao-Festival, oder dem 1959 begründeten „Feuerkarneval“, der an fünf Tagen vor Ostern stattfindet, geprägt. Zum Bereich des Abenteuertourismus zählen Aktivitäten wie Wassersport, Strandsport und Tauchsportangebote, insbesondere an den Stränden von Bajito und dem Morro-Strand mit Morgan’s Cave und dem Peña El Quesillo, bekannt als „El Morro“, ein Felsen, der von Einheimischen und Touristen häufig für Sprünge ins Meer genutzt wird. Beliebte Ausflugsziele sind der Parque Colón im Zentrum der Stadt, der Nariño-Park in der Nähe des Marktplatzes und der Kirche La Merced, die Kathedrale San Andrés, sowie Skulptur von Papst Johannes Paul II. Im 80.000 Hektar großen Nationalen Naturpark Sanquianga befinden sich rund ein Drittel der Mangroven der Region, die Palmeninsel Bocagrande liegt eine halbe Stunde von Tumaco entfernt. Die 304 Meter lange Morro-Brücke aus dem Jahre 1951 verbindet die Inseln La Viciosa, El Morro und den Hauptort Tumaco.

## Kriminalität
An der Pazifikküste des Departements Nariño wurden im Jahr 2021 46.220 Hektar Kokaanbau entdeckt. 39,2 % davon in der Gemeinde Tumaco, insbesondere im ländlichen Teil der Gemeinde in den indigenen Reservaten des Volkes der Awá, Gran Rosario, Inda Zabaleta, La Turbia, El Cedro, Las Peñas, La Brava, Pilví und La Pintada. Zwischen 2020 und 2021 wurde ein Anstieg des Koka-Anbaus in Tumaco um 105 % und im Rest der Pazifikküste einen Anstieg von 70,8 % verzeichnet. Tumaco war bis zum Friedensabkommen von 2017 mit der Regierung ein Hotspot der Guerilla-Organisation FARC, seither kämpfen vierzehn Gruppen in paramilitärische Einheiten um die Vorherrschaft im Drogenhandel in Tumaco und Südkolumbiens. Die Arbeitslosigkeit von Jugendlichen liegt über 70 %, bei der Altersgruppe der 15- bis 25-jährigen noch höher. Von den 100.000 Einwohnern sind 95 % Afro-Kolumbianer, also Nachfahren von Sklavinnen und Sklaven, die aus Afrika verschleppt wurden. Ein Zehntel der kolumbianischen Gesamtbevölkerung ist afro-kolumbianisch. Das Armenviertel „Nueva Esperanza“ leben rund 10.000 Menschen, über 60 % der Bewohner sind jünger als 25 Jahre alt. Wie auch in den anderen Teilen der Stadt sind die Häuser in Nueva Esperanza auf Stelzen über dem Meeresspiegel gebaut, das gesamte Abwasser fließt wie eine riesige Kloake ab. Über Holzbretterstege gelangt man zu den Häusern. Durch die städtische Stellen gewährleisten lediglich die Abfallentsorgung und die Stromversorgung, Trinkwasser gibt es nur alle vierzehn Tage über ein angelegtes Leitungssystem, um große Wassertanks zu füllen. Viele Menschen leiden an endemischen Krankheiten und Parasiten. Die im Drogenhandel aktiven FARC und der ELN-Guerilla sorgen für Ruhe und Ordnung im Viertel.
Die Gegend um Tumaco hat sich seit Mitte der 2010er Jahre zu einem Koka-Anbaugebiet entwickelt, da der Koka-Anbau für die Bauern viel rentabler ist als der Anbau von Früchten, Soja oder Reis. Neben den Koka-Blättern sind die notwendigen chemischen Produkte, wie Schwefelsäure und Aceton, für die Kokain-Herstellung durch die Grenznähe des Department Nariño zu Ecuador leicht verfügbar. 2021 hat die Polizeieinheit „Poseidon“ an der Pazifikküste bis September 23 selbstgebaute U-Boote mit 118 Tonnen Kokain beschlagnahmt. Im November 2024 wurden bei der Operation Orion durch kolumbianischen Strafverfolgungsbehörden u. a. in sechs Drogen-U-Booten insgesamt 1.400 Tonnen Drogen, darunter mehr als 1.000 Tonnen Marihuana und 225 Tonnen Kokain beschlagnahmt. Im Zuge der 45 Tage dauernden Polizeiaktion wurden über 400 Personen festgenommen. Zumindest eines der „Narko-U-Boote“ startete von Tumaco nach Australien.
Am 21. Februar 2020 gab Präsident Iván Duque die Verhaftung von José Albeiro Arrigui, alias „El Contador“, bekannt. Arrigui soll die Kokainproduktion finanziert und den Kokainhandel in der pazifischen Gemeinde Tumaco in Nariño, Kolumbiens größter Kokaanbauregion, kontrolliert haben. Er wird außerdem beschuldigt, demobilisierte Mitglieder der Revolutionären Streitkräfte Kolumbiens (Fuerzas Armadas Revolucionarias de Colombia – FARC) angegriffen zu haben und für die Zwangsvertreibung der indigenen Awá-Gemeinden in dieser Region verantwortlich zu sein. Er soll außerdem Verbindungen zum mexikanischen Sinaloa-Kartell haben, dessen Abgesandte Tumaco besucht haben, um über Drogenlieferungen zu verhandeln und die Qualität des Kokains sicherzustellen. Die Verbrecherbande setzt sich aus rund 400 Mann zusammen. Contador wird außerdem verdächtigt, Walter Patricio Arizala alias „Guacho“, den Anführer der Oliver Sinisterra Front (FOS), die an der Grenze zwischen Kolumbien und Ecuador agieren, mit Bargeld versorgt zu haben. Im Gegenzug sorgte Guacho dafür, dass Drogenlieferungen über das von ihm kontrollierte Gebiet in Nariño in den Pazifik gelangten. Die Allianz zwischen Contador und Guacho endete jedoch, als Guacho nach der Ermordung von drei Journalisten der ecuadorianischen Zeitung „El Comercio“ im April 2018 ins Visier der Behörden geriet. Nach der Ermordung Guachos durch das kolumbianische Militär im Dezember 2018 verlor FOS strategische Gebiete an Los Contadores, darunter Llorente, Alto Mira und Frontera im Süden von Tumaco. Die Sicherheitslage im Departement Nariño verschärfte sich seit 2019 durch eine Splittergruppe von Guachos Gruppe, die sich „Comandante Alfonso Cano Westblock“ nennt und versucht, die Kontrolle über Städte rund um Tumaco zu erlangen, darunter Olaya Herrera, Magüí Payán und Roberto Payán. Im Januar 2020 wurde berichtet, dass mindestens 1.600 Menschen in der Region gewaltsam vertrieben wurden.
Im Jahr 2021 wurden an der Pazifikküste 242 Tötungsdelikte registriert, 130 % mehr als im Jahr 2016, als es 105 Tötungsdelikte gab. 55,4 % der Tötungsdelikte wurden in der Gemeinde Tumaco registriert. 60 % der Tötungsdelikte im Departement Nariño entfallen auf die Pazifikküste. Im Jahr 2021 gab es in der Gemeinde Tumaco insgesamt vier Massaker bei Konfrontationen zwischen den Banden „Los Contadores“ und „Columna Móvil Urías Rondón (CMUR)“ mit insgesamt 38 Todesopfern, zwanzig Personen wurden vermisst. Die Zahl der Tötungsdelikte pro 100.000 Einwohnern liegt bei 75,86, dreimal so hoch wie die nationale Quote von 25,37.

## Infrastruktur

### Puerto de Tumaco
Tumaco ist nach Buenaventura der zweite kolumbianische Seehafen an der Pazifikküste. Tumaco bietet als Handelshafen gute Entwicklungsmöglichkeiten, da 63 % der Exporte in Dollar und umgerechnet 95 % der gesamten kolumbianischen Außenhandelsgüter über die Seehäfen abgewickelt wurden. Der Hafen verfügt über ein Verwaltungsgebäude, Dirección de Impuestos y Aduanas Nacionales (DIAN) – Büros, Sicherheits- und Betriebsbüros, Frachtwaagen, Inspektionsbereich und ein palettiertes Frachtgebiet, es werden keine Container behandelt. Als Mehrzweckhafen hat es zwei 308 Meter lange Docks, eines die flüssige Massenladung (Lebensmittelöle) und das zweite für allgemeine Fracht. Zur Ladungslagerung stehen zwei Kelleranlagen mit je 912 m² und Hallen mit 5.500 m² und 2.871 m² zur Verfügung. Durchschnittliche Verankerungszeit pro Schiff liegt bei 15.41 Stunden. Im Wesentlichen dient der Hafen zur Verladung von Erdöl (Kohlenwasserstoffe und Erdölderivate) durch die beiden Unternehmen Cenit Transporte y Logística de Hidrocarburos (CENIT TUMACO) und Sociedad Portuaria PETRODECOL SA. Der Betrieb des Warentransportes (Holz, Stückgut und Palmöl etc.) auf allen Binnengewässern der Bucht von Tumaco, die Instandhaltung und die Verwaltung des Seeterminals werden von der Sociedad Portuaria Regional Tumaco Pacific Port SA durchgeführt. Die Hafenkonzession für alle Fischerei-Angelegenheiten wurde dem Konzessionär Sociedad Portuaria Puerto Hondo SA für die zeitlich begrenzte und ausschließliche Nutzung des öffentlichen Bereichs, bestehend aus den Stränden, der Lagunen und den dazugehörigen Flächen, den angrenzenden Grundstücken und den dort befindlichen Hafengebäuden. Der Zugang Brasiliens zum Pazifikmarkt über Tumaco würde die Stellung des Hafens festigen, wenn er von 5.000-Tonnen auf 12.000-Tonnen-Schiffe ausgebaut werden könnte. Im Hinblick auf das Projekt  „Intermodaler Korridor Tumaco – Belém do Pará“ hat der Hafen von Tumaco ein Problem mit Sedimenten, die die Tiefe begrenzen und die Einfahrt von Schiffen mit großem Tiefgang einschränken, die auf die Flut warten müssen, um in den Hafen einzulaufen. Das Projekt zielt darauf ab, eine größere Tiefe zu erreichen, von 2,5 m auf 7,3 m. Um dieses Ziel zu erreichen und den Hafen unter optimalen Bedingungen zu verlassen, sind unter anderem die Umleitung des Zufahrtskanals, der Bau einer Sedimentfalle und Wartungsarbeiten am Boden zur Sedimentkontrolle vorgesehen. Im Rahmen dieser Arbeiten investierte das Nationale Straßenbauamt in den Jahren 2004 und 2005 2,5 Millionen US-$ in die Ausbaggerung des Zufahrtskanals zum Hafen, die im Jahr 2005 abgeschlossen wurde. Auch die Instandhaltung des Kanals wurde im Wert von einer Million US-$ durchgeführt.

### Binationale Autobahn Tumaco – Esmeraldas
Am 14. August 2021 wurde der Bau der binationalen Autobahn „Tumaco – Espriella – Mataje – Esmeraldas“ mit dem Lückenschluss der Straßenverbindung Espriella – Mataje, an der Grenze zwischen Ecuador und Kolumbien, abgeschlossen und von den Präsidenten Guillermo Lasso aus Ecuador und Iván Duque freigegeben. Der 38 km lange Straßenkorridor mit vier Brücken verbindet die ecuadorianische Pfarrei Mataje in San Lorenzo mit dem Hafen von Tumaco. Auf der ecuadorianischen Seite wurden 18 Kilometer der Strecke und die Brücke über den Fluss Mataje gebaut, die Arbeiten waren im Oktober 2017 fertig. Die Regierung von Kolumbien investierte 240,6 Milliarden Pesos (62.600.000 US-$) für die Ausführung der Arbeiten, der Korridor im Dschungel konnte unter Einhaltung der Umweltstandards ohne Schädigung des Ökosystems gebaut werden.

### Intermodaler Korridor Tumaco – Belém do Pará
Bei dem Treffen der südamerikanischen Präsidenten im August 2000 in Brasilia wurde die Initiative für die Integration regionaler Infrastrukturen in Südamerika (IIRSA) zur Entwicklung und Einbindung der südamerikanischen Region in die Weltwirtschaft mit der Verwirklichung eines intermodalen Korridors Tumaco – Pasto – Mocoa – Puerto Asís – Belém do Pará ins Leben gerufen. Die erste Person, die die Vision hatte, die südlichen Regionen Kolumbiens zu integrieren, war Rafael Reyes, der von 1904 bis 1909 General und Präsident Kolumbiens war. Gemeinsam mit seinen Brüdern und Geschäftsleuten aus dem Zentrum und dem Norden des Landes unternahm er 1873 eine Expedition entlang der südlichen Grenze und des Amazonasbeckens, die ihn zu einem seiner ehrgeizigsten Träume inspirierte: den Pazifik mit dem Atlantik über die Nariño-Anden, den Amazonas-Dschungel und die Flüsse Putumayo und Amazonas zu verbinden. Im Jahr 1901 stellte Rafael Reyes den Vorschlag für die Flussintegration Südamerikas auf der zweiten panamerikanischen Konferenz in Mexiko-Stadt vor, wo er von den Teilnehmern mit großer Begeisterung und Interesse aufgenommen wurde. Der Straßenabschnitt Tumaco – Mocoa liegt im Süden des Landes und verläuft in West-Ost-Richtung parallel zur Grenze mit Ecuador und hat aufgrund seiner Nähe zu den Ländern Ecuador, Peru und Brasilien eine gute geostrategische Lage. Im Jahr 2010 investierte INVIAS 6,5 Millionen US-$ in die Verbesserung und Instandhaltung der Straße Tumaco-Mocoa (in den Abschnitten Piscicultura – Santiago – San Francisco – El Pepino und Mocoa). Außerdem wurden 13 Millionen US-$ für den Bau der Umgehungsstraße San Francisco – Mocoa bereitgestellt.

### Flugverkehr
Der Flughafen La Florida der Stadt hat den IATA-Code TCO. Der Flughafen wird von Bogotá und Cali aus angeflogen. Er befindet sich vier Kilometer vom Stadtzentrum entfernt. Er ist tagsüber in Betrieb und verfügt über eine asphaltierte Start- und Landebahn mit einer Länge von ca. 1600 × 30 m in Richtung 06/26. Obwohl er den Betrieb von Boeing 737 und Douglas DC-9 ermöglicht, liegt der Schwerpunkt heute auf kleineren Flugzeugen wie Fokker 50, Embraer ERJ 145, Antonow An-32, CASA C-295, Lockheed C-130, ATR 72 und alle Arten von Turboprops.

### Universität
Die Universität von Nariño gründete am 19. September 1986, als Erweiterung des „Centro Regional de Educaion Abierta y a Distancia (CREAD)“ zunächst noch als Fernuniversität den Studienort von Tumaco mit den ersten 37 Studenten im Fachbereich Technologie in der Hydrokultur, um im Weiteren einen Hauptsitz mit einer Versuchsfarm für hydrobiologische Ressourcen einzurichten. Vom Projekt des Fernunterrichts ging man am 13. Dezember 1988 zu Präsenzstudiengängen über und schuf den Studiengang „Technologie in der Fischereiproduktion“, der zum Abschluss des Fischereiingenieurs führte. Mit der Verwaltungsvereinbarung zwischen der Universität Nariño und der Stadtverwaltung von Tumaco wurden mit dem Semesterbeginn im August 1996 die  Berufsausbildungen in Wirtschaftswissenschaften, Betriebswirtschaft und internationalem Handel und Marketing begonnen, ab Januar 1997 folgten die beruflichen Grundausbildungen in den Bereichen Agraringenieurwesen und Bauingenieurwesen, wobei die Studenten ihren Abschluss am Hauptcampus in Pasto machen müssen. Nach einer Renovierung der Infrastruktur der Universität und dem Bau eines zusätzlichen Blocks mit zwei Klassenzimmern konnten ab dem 18. Februar 1998 zwei Gruppen für die Grundausbildung mit den Schwerpunkten Naturwissenschaften und Umwelterziehung eingerichtet werden. 2024 werden die Studiengänge Agroforstwirtschaftliche Technik, Aquakultur-Produktionstechnik, Systems Engineering, Soziologie und Öffentliches Rechnungswesen angeboten, ferner Bachelor-Abschlüsse in Naturwissenschaften und Umweltbildung und in spanischer Sprache und Literatur. Die Zahl der eingeschriebenen Studierenden ging von 976 im Jahr 2020 auf 517 im Jahre 2023 zurück (2019: 650, 2021: 844, 2022: 589).
In Tumaco befindet sich der Sitz des Bistums Tumaco.

## Städtepartnerschaft
Seit 2009 besteht eine Städtepartnerschaft mit Montevideo.

## Söhne und Töchter der Stadt
- Alessandro Frigerio (1914–1979), Schweizer Fußballspieler
- Carlos Estrada (* 1961), Fußballspieler und -trainer
- James Angulo (* 1974), Fußballspieler
- Léider Preciado (* 1977), Fußballspieler
- Pablo Armero (* 1986), Fußballspieler
- Harold Preciado (* 1994), Fußballspieler
- José Hurtado (* 1995), Fußballspieler
- Kevin Angulo (* 1996), Fußballspieler
- Martha Araújo (* 1996), Siebenkämpferin
- Óscar Cortés (* 2003), Fußballspieler